# Country Musume Mega Best
Albums de Country Musume
Country Musume Daizenshū 2
(2006)
 Country Musume Mega Best  (カントリー娘。メガベスト) est un album compilation des singles du groupe de J-pop Country Musume, son ultime disque, sorti en 2008.

## Présentation
L'album sort le 10 décembre 2008 au Japon sur le label zetima, produit, écrit et composé par Tsunku (sauf quelques paroles). Il sort plus de quatre ans après le dernier disque original du groupe, le single Shining Itoshiki Anata, et deux ans après la compilation similaire Country Musume Daizenshū 2 dont tous les titres figurent à nouveau sur celui-ci. Il sort dans le cadre de la série de compilations Mega Best des divers artistes du Hello! Project destinés à quitter le H!P quelques mois plus tard.
Il contient dans l'ordre chronologique les chansons parues en "face A" des onze singles sortis par les différentes formations du groupe, dont quatre sous l'appellation Country Musume ni Ishikawa Rika (Morning Musume) avec Rika Ishikawa de Morning Musume en invitée, et trois sous l'appellation Country Musume ni Konno to Fujimoto (Morning Musume) avec Asami Konno et Miki Fujimoto en invitées. Il contient en plus trois autres chansons : Atarashii Koi no Hatsu Date (par Country Musume ni Rika Ishikawa) uniquement parue sur la compilation du H!P Petit Best 3 de fin 2002 ; Kakumei Chikku Kiss uniquement parue sur la compilation Daizenshū 2 ; et Oyaji no Kokoro ni Tomotta Chiisana Hi, une collaboration entre Mai Satoda (alors seule membre active du groupe) et le duo Fujioka Fujimaki, parue en 2007 sur un single commun attribué à Satoda Mai with Fujioka Fujimaki. Seules sept des neuf (ex)membres ou invitées du groupe sont représentées sur la couverture de l'album, excluant les deux membres originales Azusa Kobayashi et Hiromi Yanagihara qui n'ont participé qu'au premier titre.
l'album inclut un DVD en supplément contenant neuf des onze clips vidéo du groupe (excluant ceux des deux premiers singles), celui du single de Mai Satoda, et deux titres filmés en concert, dont la prestation en solo de Rinne en 2000 lors d'un concert de Morning Musume, déjà parue sur la vidéo Morning Musume Live Hatsu no Budokan ~Dancing Love Site 2000 Haru~.

## Liste des titres
CD
1. Futari no Hokkaidō  (二人の北海道?) (par Rinne, Azusa, Hiromi)
2. Yuki Geshiki  (雪景色?) (par Rinne en solo)
3. Hokkaidō Shalala  (北海道シャララ?) (par Rinne en solo)
4. Koi ga Suteki na Kisetsu  (恋がステキな季節?) (par Rinne et Asami)
5. Hajimete no Happy Birthday!  (初めてのハッピーバースディ!?) / Country Musume ni Ishikawa Rika... (Rinne, Asami, Ishikawa)
6. Koibito wa Kokoro no Ōendan  (恋人は心の応援団?) / Country Musume ni Ishikawa Rika... (Rinne, Asami, Ishikawa)
7. Iroppoi Onna ~Sexy Baby~  (色っぽい女 ~SEXY BABY~?) / Country Musume ni Ishikawa Rika... (Rinne, Asami, Ishikawa, Satoda)
8. Bye Bye Saigo no Yoru  (BYE BYE 最後の夜?) / Country Musume ni Ishikawa Rika... (Asami, Ishikawa, Satoda)
9. Atarashii Koi no Hatsu Date  (新しい恋の初デート?) / Country Musume ni Ishikawa Rika... (Rinne, Asami, Ishikawa, Satoda) (de Petit Best 3)
10. Uwaki na Honey Pie  (浮気なハニーパイ?) / Country Musume ni Konno to Fujimoto... (Asami, Satoda, Miuna, Konno, Fujimoto)
11. Senpai ~Love Again~  (先輩 ~LOVE AGAIN~?) / Country Musume ni Konno to Fujimoto... (Asami, Satoda, Miuna, Konno, Fujimoto)
12. Shining Itoshiki Anata  (シャイニング 愛しき貴方?) / Country Musume ni Konno to Fujimoto... (Asami, Satoda, Miuna, Konno, Fujimoto)
13. Kakumei Chikku Kiss  (革命チックKISS?) (par Asami, Satoda, Miuna) (de Country Musume Daizenshū 2)
14. Oyaji no Kokoro ni Tomotta Chiisana Hi (オヤジの心に灯った小さな火?) / Satoda Mai with Fujioka Fujimaki (里田まい with 藤岡藤巻?)

(Note : le titre n°9, enregistré avant le départ de Rinne et resté inédit jusqu'à sa parution sur la compilation commune Petit Best 3, a été enregistré avant le titre n°8)
DVD
1. Hokkaidō Shalala  (北海道シャララ?) (par Rinne en solo)
2. Koi ga Suteki na Kisetsu  (恋がステキな季節?) (par Rinne et Asami)
3. Hajimete no Happy Birthday!  (初めてのハッピーバースディ!?) / Country Musume ni Ishikawa Rika... (Rinne, Asami, Ishikawa)
4. Koibito wa Kokoro no Ōendan  (恋人は心の応援団?) / Country Musume ni Ishikawa Rika... (Rinne, Asami, Ishikawa)
5. Iroppoi Onna ~Sexy Baby~  (色っぽい女 ~SEXY BABY~?) / Country Musume ni Ishikawa Rika... (Rinne, Asami, Ishikawa, Satoda)
6. Bye Bye Saigo no Yoru  (BYE BYE 最後の夜?) / Country Musume ni Ishikawa Rika... (Asami, Ishikawa, Satoda)
7. Uwaki na Honey Pie  (浮気なハニーパイ?) / Country Musume ni Konno to Fujimoto... (Asami, Satoda, Miuna, Konno, Fujimoto)
8. Senpai ~Love Again~  (先輩 ~LOVE AGAIN~?) / Country Musume ni Konno to Fujimoto... (Asami, Satoda, Miuna, Konno, Fujimoto)
9. Shining Itoshiki Anata  (シャイニング 愛しき貴方?) / Country Musume ni Konno to Fujimoto... (Asami, Satoda, Miuna, Konno, Fujimoto)
10. Kakumei Chikku Kiss (Live Ver.)  (革命チックKISS (LIVE Ver.)?) (par Asami, Satoda, Miuna)
11. Oyaji no Kokoro ni Tomotta Chiisana Hi (オヤジの心に灯った小さな火?) / Satoda Mai with Fujioka Fujimaki (里田まい with 藤岡藤巻?)
12. Hokkaidō Shalala (Morning Musume Live Hatsu no Budokan ~Dancing Love Site 2000 Haru~)  (北海道シャララ...?) (par Rinne)

## Interprètes
Membre active
- Mai Satoda  (titres N°7 à 14)

Ex-invités
- Rika Ishikawa (titres N°5 à 9)
- Asami Konno (titres N°10, 11, 12)
- Miki Fujimoto (titres N°10, 11, 12)

Ex-membres
- Rinne (titres N°1 à 7, et N°9)
- Azusa Kobayashi (titre N°1 ; non créditée)
- Hiromi Yanagihara (titre N°1 ; non créditée)
- Asami (titres N°4 à 13)
- Miuna  (titres N°10 à 13)

Autres
- Fujioka Fujimaki (titre N°14, en duo avec Satoda)